# Базельські договори
Ба́зельський догові́р або Компа́ктата — це угода між Базельським собором та поміркованими гуситами (також утраквістами), яка була схвалена станами Богемії та Моравії в місті Їглава 5 липня 1436 року. Угода дала змогу проводити богослужіння чеською мовою, а також гуситським священникам давати селянам причасне вино під час Євхаристії. Базельський собор ратифікував документ 15 січня 1437 року, але визнала, що причастя під обома видами не є єретичним, лише 23 грудня.